# Friedrich Georg Wilhelm Struve

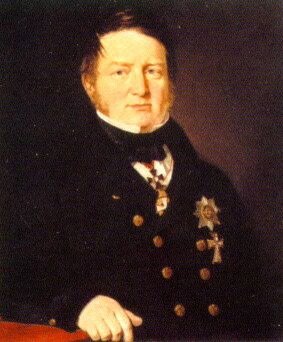
Wilhelm von Struve

Friedrich Georg Wilhelm Struve, (seit 1831) von Struve, (kyrillisch Василий Яковлевич Струве; * 15. April 1793 in Altona; † 11.jul. / 23. November 1864greg. in Pulkowo bei Sankt Petersburg) war ein deutscher Astronom und Geodät, der im Baltikum und in Russland arbeitete. Er veröffentlichte bedeutende Arbeiten über Doppelsterne und führte umfangreiche geodätische Vermessungen durch. Sein Sohn Otto Struve wurde ebenfalls Astronom und sein Nachfolger am Pulkowo-Observatorium.

## Leben und Werk
Wilhelm wurde als Sohn von Jacob Struve im holsteinischen Altona geboren. Seine Brüder waren der spätere Medizinprofessor Ludwig Struve und der Philologe Karl Ludwig Struve.
1808 begann Wilhelm ein Studium an der Kaiserlichen Universität Dorpat (heute Tartu in Estland), im Gouvernement Livland des Kaiserreichs Russland. Er studierte zunächst Philologie, wechselte aber nach wenigen Semestern zur Mathematik und Astronomie. Das Studium schloss Struve 1813 mit der Promotion zum Dr. phil. ab. Noch im gleichen Jahr wurde er als außerordentlicher Professor der Astronomie und Observator an der Sternwarte Dorpat von der Universität eingestellt.
1815 heiratete er in Altona Emilie Wall (1796 bis 1834), sie entstammt einer Hugenotten-Familie und hieß ursprünglich Valles. Das Ehepaar hatte zwölf Kinder, von denen allerdings vier früh verstarben. Als 1828 sein Bruder Ludwig starb, holte er dessen Mündel, den späteren Philologen Theodor Struve, zu sich nach Dorpat. Noch im Todesjahr seiner Frau heiratete F.G.W. Struve Johanna Bartels (1807 bis 1867), die Tochter des deutschen Mathematikers Martin Bartels; mit ihr hatte er sechs weitere Kinder.
1818 wurde Struve ordentlicher Professor und 1820 zum Direktor der Sternwarte Dorpat ernannt. Von 1814 bis 1821 lehrte er auch Mathematik. Als 1839 die neue Sternwarte in Pulkowo eingeweiht wurde, ernannte man Struve zu ihrem ersten Direktor.

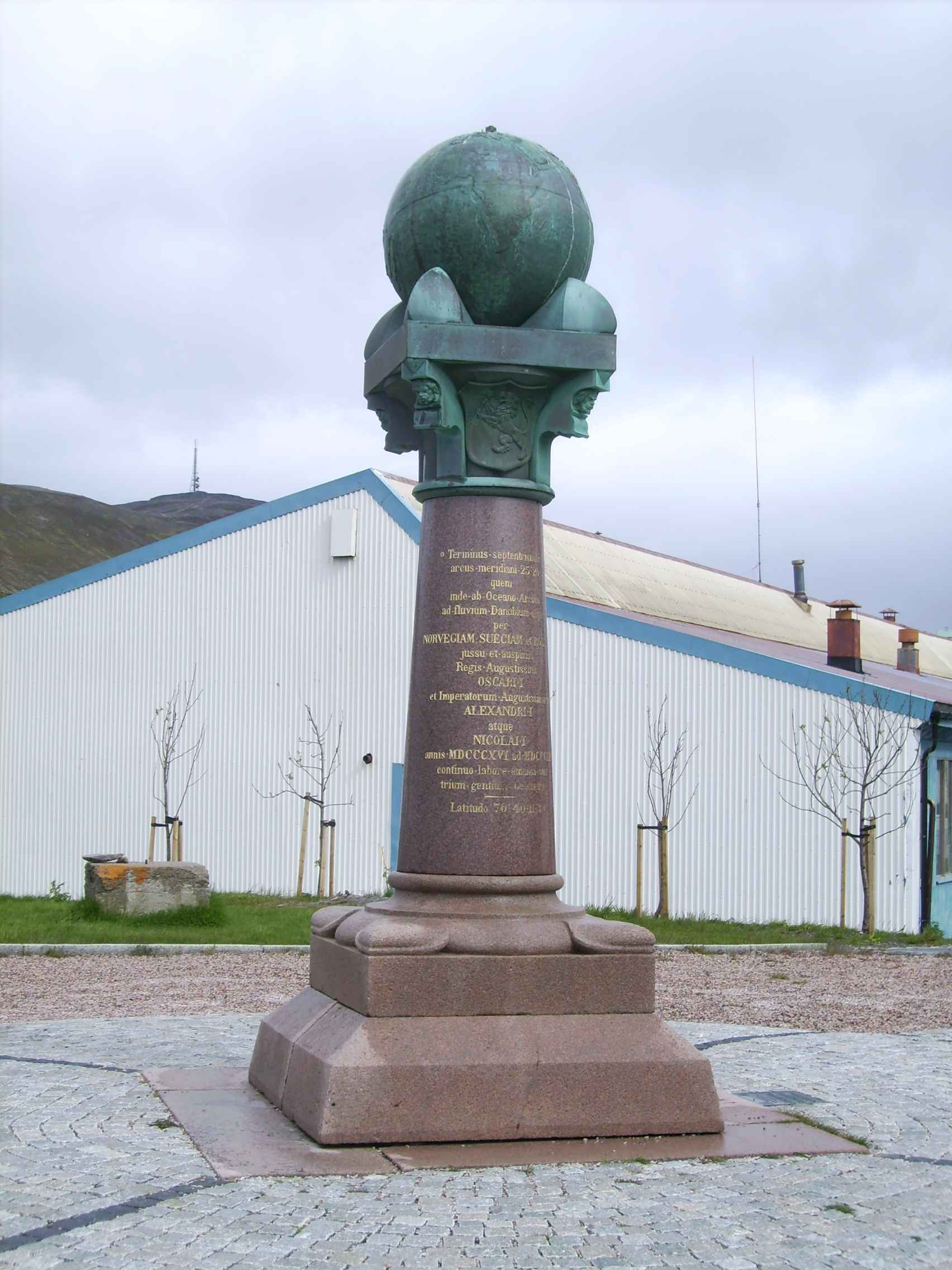
Vermessungspunkt in Hammerfest

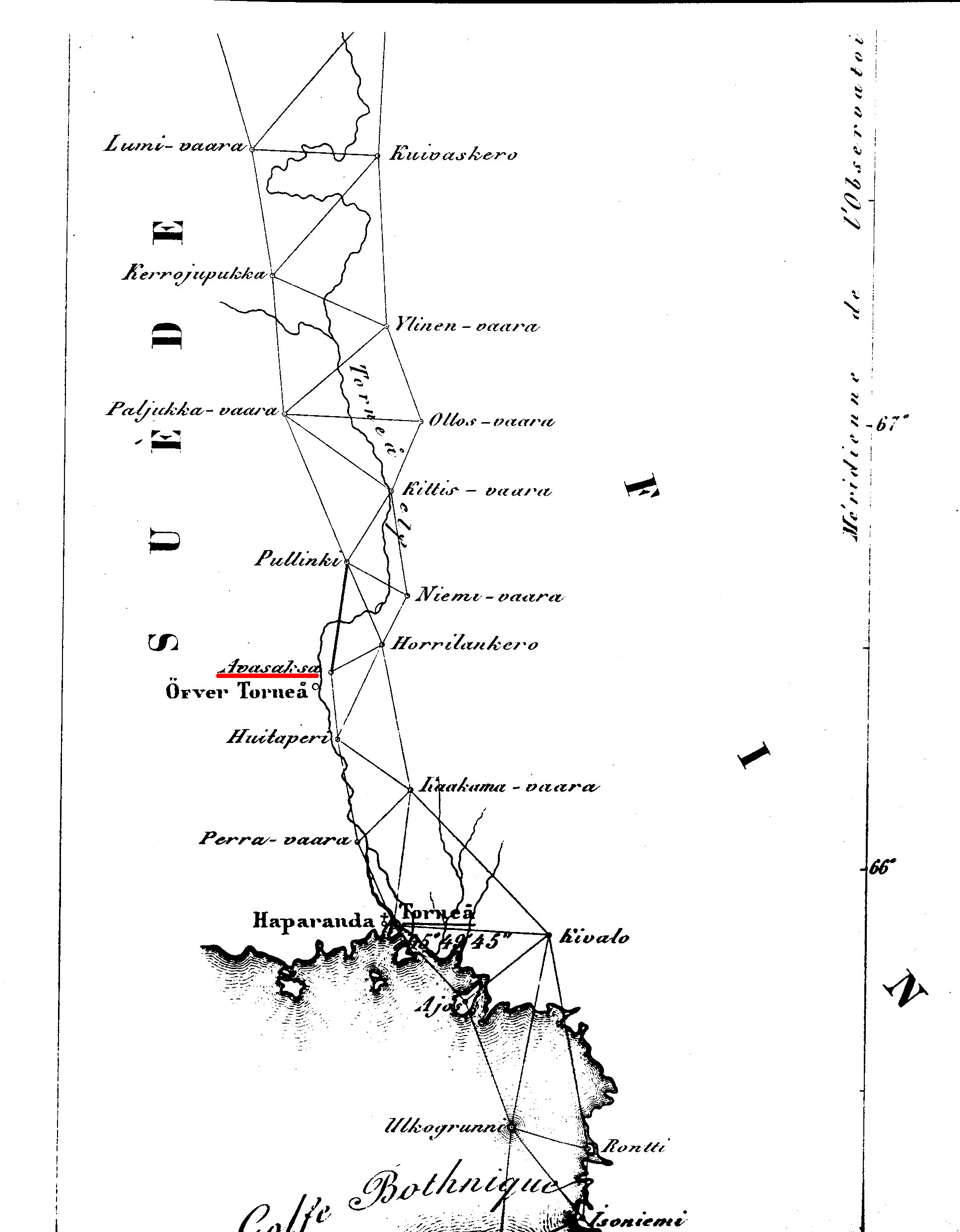
Verlauf des Struve-Bogens

1824 wurde in Dorpat ein sehr leistungsfähiger Refraktor von Fraunhofer mit 24,4 cm Öffnung in Betrieb genommen. In der Folgezeit führte Struve damit intensive Beobachtungen von Doppelsternen durch, von denen er eine große Anzahl selbst entdeckte. Von 1824 bis 1837 nahm er mikrometrische Messungen an 2.714 Doppelsternen vor. 1827 veröffentlichte er einen Katalog mit Doppelsternen, den Catalogus novus stellarum duplicium, 1837 erschien sein Werk Stellarum duplicium et multiplicium mensurae micrometricae. In Pulkovo führte er seine Untersuchungen an Doppelsternen fort, wobei ihn sein Sohn Otto unterstützte. 1843 bestimmte er die Aberration des Lichts, sowie die Parallaxe des hellen Sterns Wega im Sternbild Leier. 1847 veröffentlichte er Untersuchungen über den Aufbau der Milchstraße in den Études d'astronomie stellaire.
Neben der Astronomie beschäftigte sich Struve mit der Geodäsie. Von 1816 bis 1819 hatte er an einer Triangulation Livlands teilgenommen. 1831 veröffentlichte er eine Beschreibung der Breitengradmessung in den Ostseeprovinzen Russlands. Nach längeren Vorarbeiten half Struve 1845 maßgeblich mit, die Russische Geographische Gesellschaft zu gründen. Er initiierte eine umfangreiche Triangulation, wobei er gemeinsam mit Carl Tenner eine Kette von geodätischen Vermessungspunkten zwischen Hammerfest in Norwegen und dem Schwarzen Meer errichten ließ, den Struve-Bogen.
1829 wurde Struve zum „Kollegienrat“ und zwei Jahre später zum „Wirklichen Staatsrat“ ernannt. Mit dieser Ernennung war auch eine Erhebung in den Adelsstand verbunden. 1856 wurde Struve zum Geheimrat ernannt.
1862 trat er aus gesundheitlichen Gründen in den Ruhestand. Die Leitung der Sternwarte Pulkowo übernahm sein Sohn Otto Struve.
Wilhelm Struve verstarb am 11.jul. / 23. November 1864greg. in Pulkowo und wurde auf dem der Sternwarte benachbarten öffentlichen Friedhof beigesetzt.

## Ehrungen
Für sein Werk wurden ihm zahlreiche Ehrungen zuteil. Er erhielt 1826 die Goldmedaille der Royal Astronomical Society und 1827 die Royal Medal der Royal Society. Im selben Jahr wurde er auswärtiges Mitglied der Royal Society. 1832 wurde er korrespondierendes Mitglied der Preußischen Akademie der Wissenschaften und ordentliches Mitglied der Russischen Akademie der Wissenschaften in St. Petersburg. Die Académie des sciences in Paris nahm ihn 1833 als korrespondierendes Mitglied auf. 1834 wurde er in die American Academy of Arts and Sciences, 1835 zum auswärtigen Mitglied der Göttinger Akademie der Wissenschaften sowie zum Mitglied der Royal Society of Edinburgh und 1858 zum Mitglied der Leopoldina sowie zum auswärtigen Mitglied der Bayerischen Akademie der Wissenschaften gewählt. Die Académie royale des Sciences, des Lettres et des Beaux-Arts de Belgique nahm ihn im Dezember 1859 als assoziiertes Mitglied auf.
Im Jahr 1851 wurde ihm der preußischen Orden Pour le Mérite für Wissenschaft und Künste verliehen.
Zum Gedenken an die Astronomen der Familie Struve wurden ein Impaktkrater auf dem Mond und der Asteroid (768) Struveana benannt. Zudem ist er Namensgeber für den Pik Vasilija Struve in der Antarktis.

## Nachfahren
Aus der Ehe mit seiner ersten Frau Emilie Wall (1796–1834) gingen 12 Kinder hervor, darunter:
- Otto Wilhelm von Struve (1819–1905), Astronom
- Heinrich Wilhelm von Struve (1822–1908), Chemiker
- Bernhard Wilhelm von Struve (1827–1889), Gouverneur von Astrachan und Perm, Großvater des Ingenieurs Wassili Wassiljewitsch Struwe (1889–1965)

Aus der zweiten Ehe mit Johanna Bartels (1807 bis 1867) gingen 6 Kinder hervor, darunter:
- Karl Wilhelm (Kyrill Wassiliwitsch) Struve (1835–1907), später russischer Botschafter in Japan, den USA und den Niederlanden.

Als Politiker und Ökonom wurde sein Enkel Peter Struve (1870–1944)  (Sohn des Bernhard Wilhelm von Struve) bekannt.
Zu seinen Nachfahren gehören auch die Astronomen
- Hermann von Struve (1854–1920), Enkel
- Ludwig von Struve (1858–1920), Enkel
- Georg von Struve (1886–1933), Urenkel
- Otto von Struve (1897–1963), Urenkel

## Schriften (Auswahl)
- Observationes astronomicas ... Dorpatensis. 8 Bände. Schuenmann, Dorpat 1817–1839. (Digitalisat Band 1), (Band 2), (Band 3), (Band 4), (Band 5), (Band 7), (Band 8)
- Catalogus novus stellarum duplicium et multiplicium, maxima ex parte in specula Universitatis Caesarea Dorpatensis per magnum telescopium achromaticum Fraunhoferi detectarum. Schuenmann, Dorpat 1827. (Digitalisat)
- Stellarum duplicium et multiplicium mensurae micrometricae (St. Petersburg, 1837)
- Etudes d'astronomie stellaire (St. Petersburg, 1847) Digitalisat
- Stellarum fixarum imprimis duplicium et multiplicium positiones mediae (St. Petersburg, 1852)